# Sven Kinnander
Sven Kinnander, död före 1785, var en svensk kyrkomålare.
Kinnander gick i lära för målaren Olof Collander i Mariestad och Johan Liedholm i Skara där han utskrevs som gesäll 1743. Han blev mästare i Göteborgs Målareämbete 1744. Han utförde takmålningar och förbättrade altartavlan i Tidavads kyrka 1747 men takmålningen underkändes av församlingen och målades om tio år senare av Carl Gustaf Hoijst. Han målade altartavlan till Fullösa kyrka 1749, takmålningen i Algutstorps kyrka 1750, altartavla och takmålningar i Dannike kyrka 1756 samt läktare, kyrkotak och altartavla för Tvärreds kyrka 1755–1756.